# Amygdalin
Amygdalin je přírodní kyanogenní glykosid vyskytující se např. v mandlích. Jeho jméno pochází z vědeckého rodového jména pro mandloň (Amygdalus). Obsažen je i v dalších rostlinách jako slivoň americká, meruňka obecná, jabloň domácí, střemcha pozdní, bobkovišeň lékařská. Někdy je neoprávněně vydáván za údajný vitamin B17.
Jako první jej dokázali izolovat Pierre-Jean Robiquet a A. F. Boutron-Charlard v roce 1803 a v roce 1830 byl zkoumán Justem von Liebig a Friedrichem Wöhlerem.

## Toxicita
Při požití amygdalinu hrozí otrava kyanovodíkem – ten vzniká z amygdalinu odštěpením glukózy. Smrtelnou dávkou je např. cca 30 ks hořkých mandlí, nebezpečná může být už dávka 10 hořkých mandlí nebo jadérka z dvou kilogramů jablek.
Vzhledem k obsahu amygdalinu v meruňkových jádrech by dospělí mohli sníst asi 3 malá jadérka, aniž by překročili bezpečnou dávku stanovenou EFSA, v případě malých dětí může stačit i polovina jadérka.
Amygdalin beta-glukosidáza, jeden z enzymů, který se vyskytuje v lidských střevech a řadě běžných jídel, z amygdalinu uvolňuje kyanid, což může vést k potenciálně smrtelnému otrávení, pokud by byl amygdalin (ale i laetrile) podán ústně.

## Údajný vitamin
Americký biochemik Ernst T. Krebs poprvé prezentoval amygdalin jako údajný vitamín B17 a tvrdil, že má schopnost léčit rakovinu. Ale publikované studie neprokázaly, že v tomto ohledu je amygdalin přínosný. Tato látka nesplňuje kritéria pro zařazení mezi vitaminy, i když je tak někdy označována.

## Údajný lék
Amygdalin je součástí údajného léku proti rakovině – L-mandelonitrilu (komerční název Laetrile). Podle Dr. Lestera M. Crawforda z FDA jeho účinnost nebyla nikdy prokázána a poskytuje nanejvýše falešnou naději. V USA zakázal FDA prodej amygdalinu a laetrilu v roce 1977. Později legalizovalo 27 států prodej v rámci jednotlivých států.
Někteří odborníci považují vydávání amygdalinu za údajný lék proti rakovině za rozšířený příklad šarlatánství v medicíně.